# روبر دو سن لو
روبر دو سن لو (به فرانسوی: Robert, marquis de Saint-Loup-en-Bray) یکی از آدم‌های در سایه دوشیزگان شکوفا جلد دوم در جستجوی زمان از دست رفته نوشته مارسل پروست نویسنده فرانسوی سده نخست سده بیستم است.

## در داستان
او که از دوستان راوی داستان است. نخستین دیدار آنها در بالبک پیش می‌آید. روبر در آموزشگاه سوارکاری سمور اسب سواری آموخته است. بار دیگر دیدار او و راوی در هنگ سوارکاری دونسییر رخ می‌دهد. روبر از دلبستگیش به ترفندهای رزمی و آرایش سپاه می‌گوید. او از هواداران دریفوس است.
در زمان بازیافته دوباره با راوی دیدار می‌کند دراین دیدار او باز هم از آرایش سپاه و روش پیشنهادی خود در جنگ می‌گوید. نامه‌های درازی به راوی می‌نویسد و در آنها ذوق ادبی وهنری خود را آشکار می‌کند سرانجام در جنگ کشته می‌شود و رنج و اندوه برای نزدیکانش می‌آورد.